# 托隆河畔普瓦伊
托隆河畔普瓦伊（法語：Poilly-sur-Tholon，法語發音：[pwaji syʁ tɔlɔ̃]）是法国勃艮第-弗朗什-孔泰大区约讷省的一个市镇，属于欧塞尔区。

## 地理
托隆河畔普瓦伊（47°52'0"N, 3°23'41"E）面积19.56 平方千米，位于法国勃艮第-弗朗什-孔泰大區约讷省，该省份为法国中北部内陆省份，西接卢瓦雷省，西北接塞纳-马恩省，南至涅夫勒省，东临科多尔省，东北与奥布省接壤。
与托隆河畔普瓦伊接壤的市镇（或旧市镇、城区）包括：瓦尔拉维永、弗勒里拉瓦莱、沙尔比、沙西、埃格勒尼、兰德里、圣莫里斯勒维埃耶、圣莫里斯蒂祖阿耶、蒙托隆。

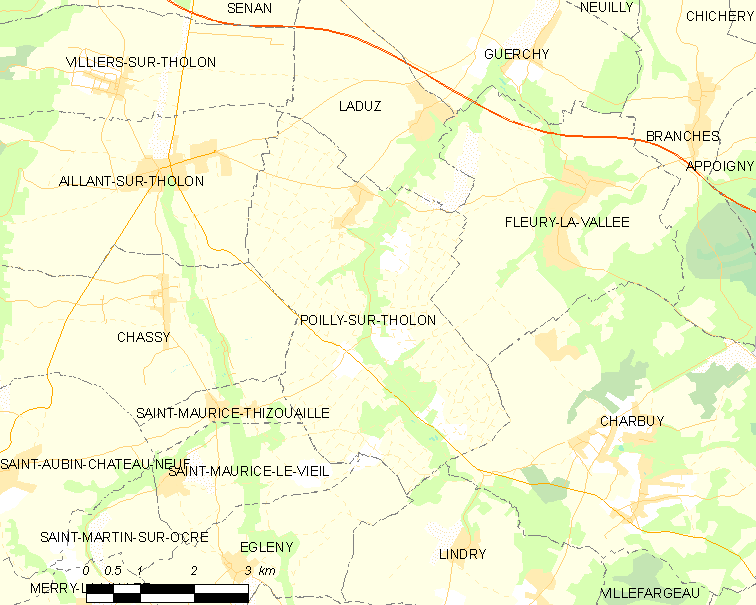
托隆河畔普瓦伊的OSM定位图

托隆河畔普瓦伊的时区为UTC+01:00、UTC+02:00（夏令时）。

## 行政
托隆河畔普瓦伊的邮政编码为89110，INSEE市镇编码为89304。

## 政治
托隆河畔普瓦伊所属的省级选区为沙尔尼-奥雷德皮赛县。

## 人口

1962-2008年间托隆河畔普瓦伊人口变化图示

托隆河畔普瓦伊于2022年1月1日时的人口数量为670人。